# Фел (Мозел)
Фел (њем. Fell) општина је у њемачкој савезној држави Рајна-Палатинат. Једно је од 103 општинска средишта округа Трир-Сарбург. Према процјени из 2010. у општини је живјело 2.418 становника. Посједује регионалну шифру (AGS) 7235022.

## Географски и демографски подаци
Фел се налази у савезној држави Рајна-Палатинат у округу Трир-Сарбург. Општина се налази на надморској висини од 165 метара. Површина општине износи 15,7 km². У самом мјесту је, према процјени из 2010. године, живјело 2.418 становника. Просјечна густина становништва износи 154 становника/km².

## Међународна сарадња
| Мјесто      | Држава    | Врста сарадње | Од    |
| ----------- | --------- | ------------- | ----- |
| Шан сир Јон | Француска | партнерство   | 1994. |
| Извор       |           |               |       |